# Greenlaw

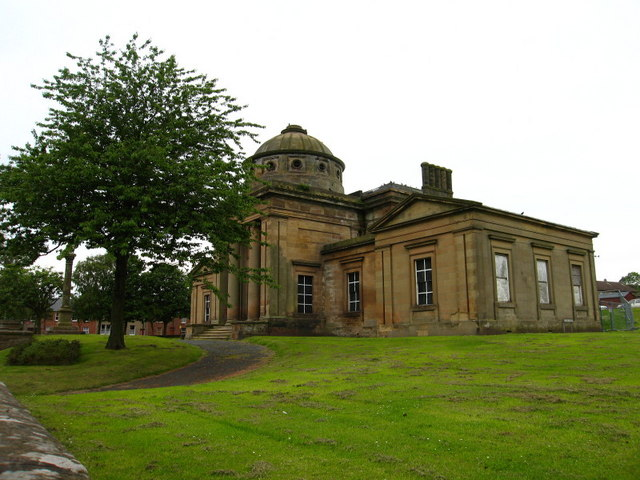
Greenlaw: l'ex-municipio

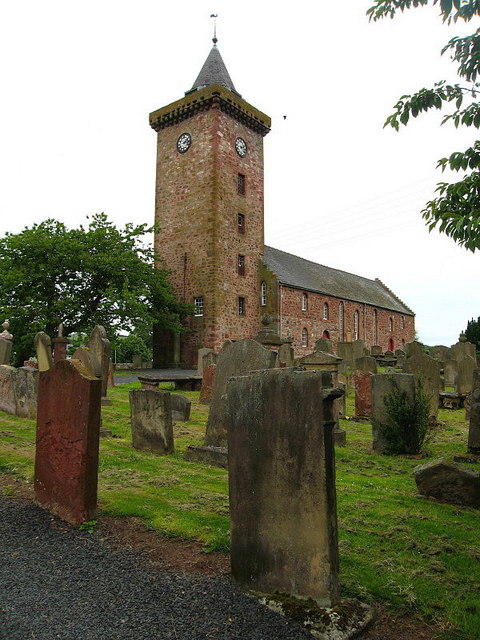
La chiesa di Greenlaw

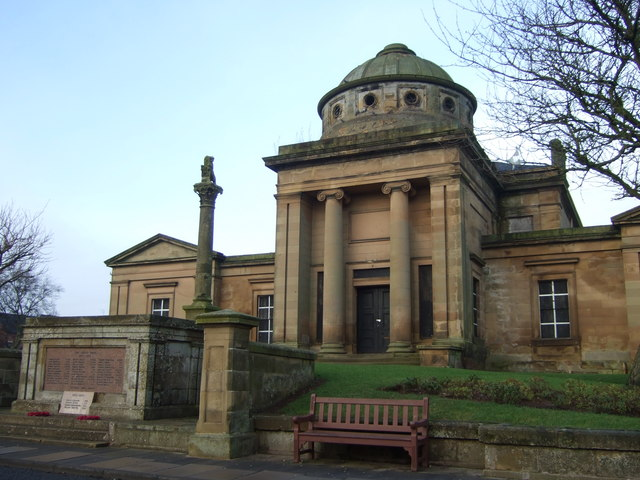
Greenlaw: il memoriale di guerra

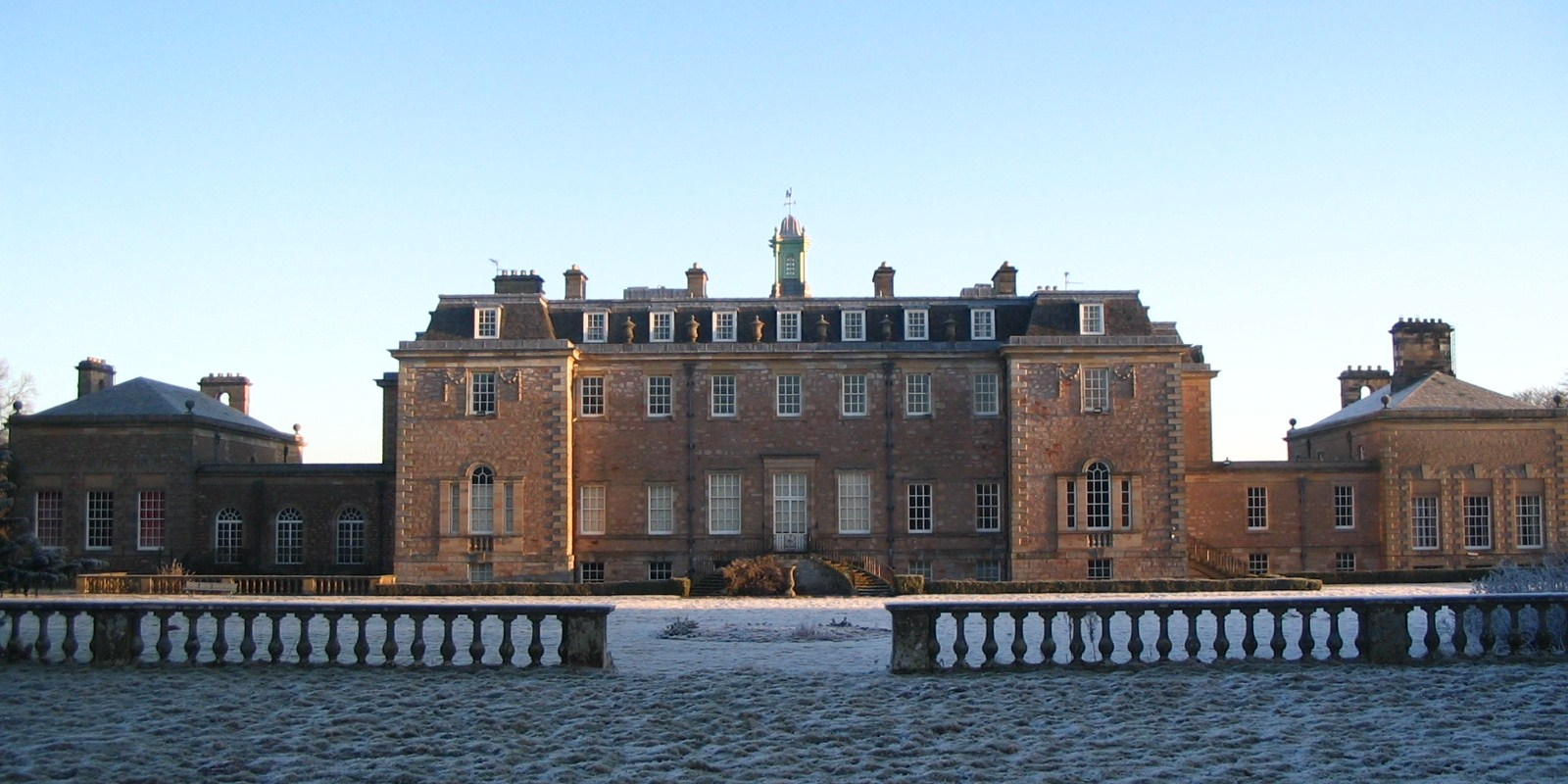
Greenlaw: la Marchmont House

Greenlawè un villaggio (e parrocchia civile) di circa 600-650 abitanti della Scozia sud-orientale, facente parte dell'area amministrativa degli Scottish Borders (contea tradizionale: Berwickshire) e situato sulle sponde del Blackadder Water, ai piedi delle Lammermuir Hills. Tra la seconda metà del XVI secolo e gli inizi del XX secolo, è stato il capoluogo della storica contea del Berwickshire (ruolo per molto tempo conteso a Duns).

## Geografia fisica
Greenlaw si trova nella parte nord-orientale dell'area amministrativa degli Scottish Borders, a pochi chilometri dal confine con l'Inghilterra, a nord di Kelso e tra le località di Lauder e Coldstream (rispettivamente a sud-est della prima e a nord-ovest della seconda).

## Storia
Il villaggio è menzionato già nel 700 d.C., quando venne costruita una chiesa nell'area chiamata ora Old Greenlaw.  Le origini della località risalgono però probabilmente a molto tempo prima.
Nel corso dell'XI secolo la baronia di Greenlaw divenne un possedimento di Cospatric III, secondo conte di Lothian.
In seguito il territorio passò nelle mani dei discendenti di quest'ultimo, uno dei quali, William de Greenlaw fu probabilmente il costruttore, nel XIII secolo, un castello, il castello di Greenlaw, di cui ora non rimane praticamente traccia.
Tra il 1451 e il 1452 il territorio di Greenlaw fu trasformato da Giacomo II e ceduto a Thomas de Cranston, prima di passare nelle mani della famiglia Redpath nel 1470.
Dopo che nel 1482 gli inglesi avevano conquistato Berwick-upon-Tweed e che il Berwickshire era rimasta senza capoluogo., a partire dal 1569, spettò a Greenlaw l'onore di ricoprire questa funzione.. Dal 1696 (e fino agli inizi del XX secolo), dovette però dividere spesso questo ruolo con Duns (che era stata eletta temporaneamente capoluogo di contea al suo posto nel 1661).
Dal 1831, l'area prossima alla chiesa (kirk) del villaggio servì come luogo per le pubbliche impiccagioni.
Nel 1903, Greenlaw cessò di essere il capoluogo di contea a favore di Duns.

## Monumenti e luoghi d'interesse

### Architetture religiose

#### Chiesa del villaggio
Uno dei più antichi edifici del centro storico di Greenlaw è la chiesa (kirk), risalente al 1657.

### Architetture civili

#### Municipio di Greenlaw
Tra i principali edifici di Greenlaw, figura l'ex-municipio, costruito nel 1831.
L'edificio cadde però progressivamente in rovina dopo aver perso le sue funzioni e dopo essere trasformato in piscina, poi abbandonata.

#### County Buildings e Court House
Altri edifici d'interesse di Greenlaw sono i County Buildings e la Court House, realizzati tra il 1829 e il 1831 su progetto di John Cunningham.

#### Croce di mercato
Altro noto monumento di Greenlaw, oltre che uno dei più antichi del centro cittadino, è la croce di mercato, risalente al 1696.

#### Marchmont House
Altro edificio di interesse di Greenlaw è la Marchmont House, una residenza costruita tra il 1750 e il 1754.

## Società

### Evoluzione demografica
Al censimento del 2011, Greenlaw contava una popolazione pari a 653 abitanti.
La località ha conosciuto quindi un incremento demografico rispetto al 2001, quando contava 580 abitanti.